# IFK Sollentuna
IFK Sollentuna är en idrottsförening från Sollentuna kommun i Sverige.
Klubben grundades år 1934 av ungdomar från Norrviken och Viby och därför gick klubben under namnet IFK Norrviken. Detta ändrades till IFK Sollentuna under 1960-talet allt eftersom människor runt om i kommunen drog sig till klubben och medlemsantalet ökade.
IFK Sollentuna sysslade inte bara med fotboll under 1900-talet, utan även sporter som bandy, friidrott, handboll, ishockey och skidsport utövades. Dock lades dessa avdelningar ner på grund av dålig ekonomi och bristande intresse.
2004, året då klubben firade 70-årsjubileum, hade IFK Sollentuna cirka 800 medlemmar, varav en stor del bestod av ungdomar. Utanför fotbollen finns sektioner inom bandy och innebandy.
Hemmaarenan för fotbollen är Norrvikens IP som består av kanslihus, en grusplan och en gräsplan.
År 2007 lades IFK Sollentunas fotbollssektion ihop med Helenelunds IK Fotboll i en ny förening Sollentuna Fotboll IF, vilket skapade en av Stockholms fyra största fotbollsföreningar.
År 2016 startade IFK Sollentuna åter upp sin fotbollssektion med ett seniorlag i div 7. 2017 kom även ett ungdomslag in i IFK Sollentunas fotbollssektion P08.